# Sanma no Super Karakuri TV
Sanma no Super Karakuri TV (さんまのスーパーからくりTV) est une émission de télévision japonaise. Sanma Akashiya (en) (明石家さんま), Tamao Nakamura (中村玉緒), Miyoko Asada (en) (浅田美代子), Tsutomu Sekine (関根勤), Masayuki Watanabe (渡辺正行), Tomomi Nishimura (西村知美), Kazushige Nagashima (en) (長嶋一茂) et Yūko Ogura (小倉優子) passent dans ce programme.
L'émission a été diffusée d’avril 1992 au 7 septembre 2014. Chaque dimanche (19:00-), on pouvait regarder sa diffusion. L’audience la plus haute est de 27％.

## Sections de l’émission
Il y a eu beaucoup de parties différentes dans l’émission depuis 22 ans. Par exemple “des lettres de vidéos”, “des devinettes pour salariés”, “des devinettes pour vieillards”.